# Рейнгольд, Эразм
Эразм Рейнгольд (нем. Erasm Reinhold, Заальфельд, 22 октября 1511 — Заальфельд, 19 февраля 1553) — немецкий астроном и математик, считался наиболее влиятельным преподавателем астрономии своего времени.
Рейнгольд был учеником Якоба Милиха в Виттенбергском университете. В 1536 г. стал профессором математики в этом же университете. Умер от чумы. Убежденный коперниканец. Р., вследствие давления со стороны своих коллег, в особенности Лютера и Меланхтона, считавших новое учение бессмыслицей, должен был излагать систему Птолемея. Издал в 1542 г. сочинения Пурбаха и Сакробоско. В 1554 г. вычислил тригонометрические таблицы «Tabulae directionum», где даны тангенсы через каждую минуту. Важнейший труд Рейнгольда — таблицы движений планет («Прусские таблицы»), составленные на основании теории Коперника и названные в честь Альбрехта Прусского, а может быть и в честь родины Коперника (Торн в Пруссии) «Tabulae prutenicae coelestium motuum 1551». Они были лучшими вплоть до появления Рудольфинских таблиц Кеплера. 
В честь Рейнгольда назван кратер на Луне, располагающийся на юго-юго-западе от кратера Коперник в Море Островов.